# Spielvereinigung Greuther Fürth 2011-2012
Questa voce raccoglie le informazioni riguardanti il Spielvereinigung Greuther Fürth nelle competizioni ufficiali della stagione 2011-2012.

## Stagione
Nella stagione 2011-2012 il Greuther Fürth, allenato da Michael Büskens, concluse il campionato di 2. Bundesliga al 1º posto e fu promosso in Bundesliga. In Coppa di Germania il Greuther Fürth fu eliminato in semifinale dal Borussia Dortmund.

## Rosa
| N. |                                 | Ruolo | Calciatore        |
| -- | ------------------------------- | ----- | ----------------- |
| 3  | Bulgaria (bandiera)             | D     | Asen Karaslavov   |
| 4  | Germania (bandiera)             | D     | Kevin Kraus       |
| 5  | Albania (bandiera)              | D     | Mërgim Mavraj     |
| 6  | Kazakistan (bandiera)           | D     | Genrïx Şmïdtgal   |
| 7  | Germania (bandiera)             | C     | Bernd Nehrig      |
| 8  | Germania (bandiera)             | C     | Stephan Fürstner  |
| 9  | Germania (bandiera)             | A     | Christopher Nöthe |
| 10 | Polonia (bandiera)              | C     | Sebastian Tyrała  |
| 11 | Germania (bandiera)             | A     | Gerald Asamoah    |
| 13 | Montenegro (bandiera)           | C     | Milorad Peković   |
| 14 | Germania (bandiera)             | C     | Edgar Prib        |
| 15 | Germania (bandiera)             | D     | Christian Rahn    |
| 16 | Bosnia ed Erzegovina (bandiera) | P     | Jasmin Fejzić     |
| 17 | Filippine (bandiera)            | C     | Stephan Schröck   |

| N. |                     | Ruolo | Calciatore        |
| -- | ------------------- | ----- | ----------------- |
| 18 | Germania (bandiera) | D     | Christian Dorda   |
| 19 | Germania (bandiera) | D     | Thomas Kleine     |
| 20 | Nigeria (bandiera)  | A     | Kingsley Onuegbu  |
| 21 | Germania (bandiera) | C     | Robert Zillner    |
| 22 | Germania (bandiera) | A     | Dani Schahin      |
| 23 | Turchia (bandiera)  | C     | Sercan Sararer    |
| 24 | Germania (bandiera) | P     | Franco Flückiger  |
| 25 | Canada (bandiera)   | A     | Olivier Occéan    |
| 26 | Germania (bandiera) | P     | Max Grün          |
| 27 | Germania (bandiera) | D     | Fabian Baumgärtel |
| 30 | Germania (bandiera) | C     | Johannes Geis     |
| 34 | Germania (bandiera) | C     | Tayfun Pektürk    |
| 36 | Germania (bandiera) | C     | Felix Klaus       |

## Organigramma societario
Area tecnica
- Allenatore: Michael Büskens
- Allenatore in seconda: Mirko Reichel
- Preparatore dei portieri: Günther Reichold
- Preparatori atletici:

## Calciomercato

### Sessione estiva
| Acquisti | Acquisti         | Acquisti              | Acquisti |
| R.       | Nome             | da                    | Modalità |
| -------- | ---------------- | --------------------- | -------- |
| D        | Christian Dorda  | Borussia M'gladbach   |          |
| P        | Franco Flückiger | Magdeburgo            |          |
| D        | Kevin Kraus      | Eintracht Francoforte |          |
| A        | Olivier Occéan   | Kickers Offenbach     |          |
| A        | Dani Schahin     | Dinamo Dresda         |          |
| D        | Genrïx Şmïdtgal  | RW Oberhausen         |          |
| C        | Sebastian Tyrała | Osnabrück             |          |
| C        | Robert Zillner   | Unterhaching          |          |

| Cessioni | Cessioni          | Cessioni             | Cessioni |
| R.       | Nome              | a                    | Modalità |
| -------- | ----------------- | -------------------- | -------- |
| A        | Stefan Vogler     | Kickers Offenbach    |          |
| A        | Danijel Aleksić   | Genoa                |          |
| D        | Kim Falkenberg    | Alemannia Aquisgrana |          |
| C        | Leonhard Haas     | Ingolstadt 04        |          |
| C        | Burak Kaplan      | Beşiktaş             |          |
| C        | Phillipp Langen   | Coblenza             |          |
| C        | Nicolai Müller    | Magonza              |          |
| A        | Miroslav Slepička | Sparta Praga         |          |
| P        | Alexander Walke   | Salisburgo           |          |

### Sessione invernale
| Acquisti | Acquisti | Acquisti | Acquisti |
| R.       | Nome     | da       | Modalità |
| -------- | -------- | -------- | -------- |

| Cessioni | Cessioni | Cessioni | Cessioni |
| R.       | Nome     | a        | Modalità |
| -------- | -------- | -------- | -------- |

## Risultati

### 2. Bundesliga

#### Girone di andata
| Arbitro: | Gräfe |

|                |           |                            |
| Nöthe 20’, 44’ | Marcatori | 56’, 64’ Meier 89’ Matmour |

| Arbitro: | Winkmann |

|  |           |                                               |
|  | Marcatori | 8’ Şmïdtgal 26’, 50’ Occéan 80’ (rig.) Nehrig |

| Arbitro: | Stieler |

|            |           |  |
| Occéan 47’ | Marcatori |  |

| Arbitro: | Grudzinski |

|  |           |           |
|  | Marcatori | 59’ Nöthe |

| Arbitro: | Fischer |

|                               |           |  |
| Occéan 9’ Nöthe 53’ Klaus 74’ | Marcatori |  |

| Arbitro: | Welz |

|            |           |                                       |
| Freier 41’ | Marcatori | 35’, 68’ Sararer 52’ Occéan 60’ Nöthe |

| Arbitro: | Steinhaus-Webb |

|                        |           |             |
| Fürstner 57’ Nöthe 64’ | Marcatori | 66’ Gjasula |

| Aquisgrana 18 settembre 2011, ore 13:30 CEST 8ª giornata | Alemannia Aquisgrana | 0 – 0 referto | Greuther Fürth | Stadio Tivoli (14 867 spett.)\| Arbitro: \| Stieler \| |
| Arbitro:                                                 | Stieler              |               |                |                                                        |

| Arbitro: | Bandurski |

|                      |           |  |
| Nöthe 27’ Nehrig 54’ | Marcatori |  |

| Arbitro: | Fischer |

|                      |           |                         |
| Krebs 69’ Aquaro 85’ | Marcatori | 19’ Şmïdtgal 90’ Mavraj |

| Arbitro: | Steuer |

|                         |           |  |
| Peković 41’ Sararer 58’ | Marcatori |  |

| Arbitro: | Meyer |

|  |           |                        |
|  | Marcatori | 21’ Occéan 73’ Sararer |

| Arbitro: | Zwayer |

|            |           |                                     |
| Occéan 84’ | Marcatori | 25’ Kumbela 52’ Kruppke 85’ Vrančić |

| Arbitro: | Kinhöfer |

|                      |           |                      |
| Daube 54’ Sağlık 76’ | Marcatori | 44’ Nöthe 90’ Occéan |

| Arbitro: | Christ |

|                                                   |           |  |
| Schröck 41’ Nehrig 48’ (rig.) Prib 58’ Occéan 72’ | Marcatori |  |

| Arbitro: | Gagelmann |

|                               |           |          |
| Fink 18’ Langeneke 39’ (rig.) | Marcatori | 63’ Prib |

| Arbitro: | Kempter |

|                                    |           |  |
| Occéan 11’ Schröck 58’ Sararer 75’ | Marcatori |  |

#### Girone di ritorno
| Francoforte sul Meno 12 dicembre 2011, ore 20:15 CET 18ª giornata | Eintracht Francoforte | 0 – 0 referto | Greuther Fürth | Commerzbank-Arena (35 500 spett.)\| Arbitro: \| Kinhöfer \| |
| Arbitro:                                                          | Kinhöfer              |               |                |                                                             |

| Arbitro: | Dingert |

|                                                        |           |  |
| Nöthe 1’, 23’ Madouni 9’ (aut.) Schröck 63’ Nehrig 71’ | Marcatori |  |

| Arbitro: | Welz |

|                            |           |             |
| Koch 5’ Poté 53’ Dedič 73’ | Marcatori | 62’ Sararer |

| Arbitro: | Kircher |

|                                                   |           |               |
| Asamoah 6’, 45’ Sararer 11’ Occéan 47’ Mavraj 57’ | Marcatori | 5’ Proschwitz |

| Ingolstadt 19 febbraio 2012, ore 13:30 CET 22ª giornata | Ingolstadt 04  | 0 – 0 referto | Greuther Fürth | Audi-Sportpark (7 010 spett.)\| Arbitro: \| Steinhaus-Webb \| |
| Arbitro:                                                | Steinhaus-Webb |               |                |                                                               |

| Arbitro: | Gagelmann |

|                                                                         |           |                    |
| Asamoah 21’, 50’ Vogt 40’ (aut.) Prib 61’ Schahin 71’ Nehrig 84’ (rig.) | Marcatori | 7’ Inui 64’ Kramer |

| Arbitro: | Dingert |

|  |           |                        |
|  | Marcatori | 78’ Occéan 90’ Zillner |

| Arbitro: | Schmidt |

|            |           |  |
| Occéan 29’ | Marcatori |  |

| Arbitro: | Kinhöfer |

|                     |           |                                        |
| Bierofka 19’ (rig.) | Marcatori | 14’, 47’ Occéan 27’ Fürstner 52’ Klaus |

| Arbitro: | Grudzinski |

|                                          |           |  |
| Şmïdtgal 27’ Nehrig 69’ (rig.) Nöthe 83’ | Marcatori |  |

| Arbitro: | Gräfe |

|            |           |            |
| Savran 55’ | Marcatori | 43’ Occéan |

| Arbitro: | Wingenbach |

|                                   |           |  |
| Kleine 30’ Occéan 75’ Sararer 89’ | Marcatori |  |

| Braunschweig 10 aprile 2012, ore 17:30 CEST 30ª giornata | Eintracht Braunschweig | 0 – 0 referto | Greuther Fürth | Eintracht-Stadion (20 450 spett.)\| Arbitro: \| Siebert \| |
| Arbitro:                                                 | Siebert                |               |                |                                                            |

| Arbitro: | Stieler |

|                         |           |            |
| Şmïdtgal 6’ Asamoah 65’ | Marcatori | 90’ Sağlık |

| Arbitro: | Schriever |

|              |           |                   |
| Schlicke 17’ | Marcatori | 75’ (rig.) Nehrig |

| Arbitro: | Gräfe |

|           |           |          |
| Nöthe 33’ | Marcatori | 60’ Ilsø |

| Arbitro: | Stieler |

|                       |           |                       |
| Gusche 59’ Mintál 90’ | Marcatori | 35’ Nöthe 68’ Sararer |

### Coppa di Germania
| Arbitro: | Metzen |

|  |           |                                                                                            |
|  | Marcatori | 17’ Mavraj 19’, 25’, 76’, 85’ Sararer 54’, 70’ Tyrała 66’ (rig.) Nehrig 80’ Nöthe 88’ Rahn |

| Arbitro: | Schmidt |

|                                             |           |  |
| Peković 4’ Nöthe 28’ Occéan 35’ Pektürk 78’ | Marcatori |  |

| Arbitro: | Kircher |

|  |           |          |
|  | Marcatori | 15’ Prib |

| Arbitro: | Fritz |

|  |           |            |
|  | Marcatori | 44’ Occéan |

| Arbitro: | Meyer |

|  |           |               |
|  | Marcatori | 120’ Gündoğan |

## Statistiche

### Statistiche di squadra
| Competizione      | Punti | In casa | In casa | In casa | In casa | In casa | In casa | In trasferta | In trasferta | In trasferta | In trasferta | In trasferta | In trasferta | Totale | Totale | Totale | Totale | Totale | Totale | DR  |
| Competizione      | Punti | G       | V       | N       | P       | Gf      | Gs      | G            | V            | N            | P            | Gf           | Gs           | G      | V      | N      | P      | Gf     | Gs     | DR  |
| ----------------- | ----- | ------- | ------- | ------- | ------- | ------- | ------- | ------------ | ------------ | ------------ | ------------ | ------------ | ------------ | ------ | ------ | ------ | ------ | ------ | ------ | --- |
| 2. Bundesliga     | 70    | 17      | 14      | 1       | 2       | 46      | 12      | 17           | 6            | 9            | 2            | 27           | 15           | 34     | 20     | 10     | 4      | 73     | 27     | +46 |
| Coppa di Germania | -     | 2       | 1       | 0       | 1       | 4       | 1       | 3            | 3            | 0            | 0            | 12           | 0            | 5      | 4      | 0      | 1      | 16     | 1      | +15 |
| Totale            | 70    | 19      | 15      | 1       | 3       | 50      | 13      | 20           | 9            | 9            | 2            | 39           | 15           | 39     | 24     | 10     | 5      | 89     | 28     | +61 |

### Andamento in campionato
| Giornata  | 1  | 2 | 3 | 4 | 5 | 6 | 7 | 8 | 9 | 10 | 11 | 12 | 13 | 14 | 15 | 16 | 17 | 18 | 19 | 20 | 21 | 22 | 23 | 24 | 25 | 26 | 27 | 28 | 29 | 30 | 31 | 32 | 33 | 34 |
| --------- | -- | - | - | - | - | - | - | - | - | -- | -- | -- | -- | -- | -- | -- | -- | -- | -- | -- | -- | -- | -- | -- | -- | -- | -- | -- | -- | -- | -- | -- | -- | -- |
| Luogo     | C  | T | C | T | C | T | C | T | C | T  | C  | T  | C  | T  | C  | T  | C  | T  | C  | T  | C  | T  | C  | T  | C  | T  | C  | T  | C  | T  | C  | T  | C  | T  |
| Risultato | P  | V | V | V | V | V | V | N | V | N  | V  | V  | P  | N  | V  | P  | V  | N  | V  | P  | V  | N  | V  | V  | V  | V  | V  | N  | V  | N  | V  | N  | N  | N  |
| Posizione | 11 | 8 | 5 | 3 | 2 | 1 | 1 | 1 | 1 | 1  | 1  | 1  | 3  | 3  | 3  | 4  | 3  | 3  | 2  | 4  | 2  | 3  | 1  | 1  | 1  | 1  | 1  | 2  | 1  | 1  | 1  | 2  | 1  | 1  |

Legenda:

Luogo: C = Casa; T = Trasferta. Risultato: V = Vittoria; N = Pareggio; P = Sconfitta.

### Statistiche dei giocatori
!! colspan="4" | Totale

| Giocatore     | 2. Bundesliga | 2. Bundesliga | 2. Bundesliga | 2. Bundesliga | Coppa di Germania G. Asamoah | Coppa di Germania G. Asamoah | Coppa di Germania G. Asamoah | Coppa di Germania G. Asamoah | 10       | 5    | 3           | 0          | 2 | 0 | 1 | 0 | 12 | 5 | 4 | 0 |
| Giocatore     | Presenze      | Reti          | Ammonizioni   | Espulsioni    | Presenze                     | Reti                         | Ammonizioni                  | Espulsioni                   | Presenze | Reti | Ammonizioni | Espulsioni |   |   |   |   |    |   |   |   |
| F. Baumgärtel | 1             | 0             | 0             | 0             | 1                            | 0                            | 0                            | 0                            | 2        | 0    | 0           | 0          |   |   |   |   |    |   |   |   |
| C. Dorda      | 0             | 0             | 0             | 0             | 0                            | 0                            | 0                            | 0                            | 0        | 0    | 0           | 0          |   |   |   |   |    |   |   |   |
| J. Fejzić     | 1             | 0             | 0             | 0             | 1                            | 0                            | 0                            | 0                            | 2        | 0    | 0           | 0          |   |   |   |   |    |   |   |   |
| F. Flückiger  | 0             | 0             | 0             | 0             | 0                            | 0                            | 0                            | 0                            | 0        | 0    | 0           | 0          |   |   |   |   |    |   |   |   |
| S. Fürstner   | 27            | 2             | 5             | 1             | 4                            | 0                            | 1                            | 0                            | 31       | 2    | 6           | 1          |   |   |   |   |    |   |   |   |
| J. Geis       | 3             | 0             | 0             | 0             | 0                            | 0                            | 0                            | 0                            | 3        | 0    | 0           | 0          |   |   |   |   |    |   |   |   |
| M. Grün       | 34            | 0             | 1             | 0             | 5                            | 0                            | 0                            | 0                            | 39       | 0    | 1           | 0          |   |   |   |   |    |   |   |   |
| A. Karaslavov | 10            | 0             | 1             | 1             | 2                            | 0                            | 0                            | 0                            | 12       | 0    | 1           | 1          |   |   |   |   |    |   |   |   |
| F. Klaus      | 20            | 2             | 1             | 0             | 2                            | 0                            | 0                            | 0                            | 22       | 2    | 1           | 0          |   |   |   |   |    |   |   |   |
| T. Kleine     | 34            | 1             | 4             | 0             | 5                            | 0                            | 1                            | 0                            | 39       | 1    | 5           | 0          |   |   |   |   |    |   |   |   |
| K. Kraus      | 1             | 0             | 0             | 0             | 0                            | 0                            | 0                            | 0                            | 1        | 0    | 0           | 0          |   |   |   |   |    |   |   |   |
| M. Mavraj     | 31            | 2             | 6             | 0             | 5                            | 1                            | 1                            | 0                            | 36       | 3    | 7           | 0          |   |   |   |   |    |   |   |   |
| B. Nehrig     | 28            | 7             | 11            | 0             | 4                            | 1                            | 1                            | 1                            | 32       | 8    | 12          | 1          |   |   |   |   |    |   |   |   |
| C. Nöthe      | 28            | 13            | 2             | 0             | 5                            | 2                            | 1                            | 0                            | 33       | 15   | 3           | 0          |   |   |   |   |    |   |   |   |
| O. Occéan     | 33            | 17            | 3             | 0             | 5                            | 2                            | 2                            | 0                            | 38       | 19   | 5           | 0          |   |   |   |   |    |   |   |   |
| K. Onuegbu    | 1             | 0             | 0             | 0             | 0                            | 0                            | 0                            | 0                            | 1        | 0    | 0           | 0          |   |   |   |   |    |   |   |   |
| M. Peković    | 24            | 1             | 7             | 1             | 3                            | 1                            | 1                            | 0                            | 27       | 2    | 8           | 1          |   |   |   |   |    |   |   |   |
| T. Pektürk    | 27            | 0             | 5             | 0             | 2                            | 1                            | 0                            | 0                            | 29       | 1    | 5           | 0          |   |   |   |   |    |   |   |   |
| E. Prib       | 30            | 3             | 5             | 1             | 5                            | 1                            | 2                            | 0                            | 35       | 4    | 7           | 1          |   |   |   |   |    |   |   |   |
| C. Rahn       | 3             | 0             | 0             | 0             | 1                            | 1                            | 0                            | 0                            | 4        | 1    | 0           | 0          |   |   |   |   |    |   |   |   |
| S. Sararer    | 34            | 9             | 2             | 0             | 5                            | 4                            | 0                            | 0                            | 39       | 13   | 2           | 0          |   |   |   |   |    |   |   |   |
| D. Schahin    | 14            | 1             | 2             | 0             | 1                            | 0                            | 0                            | 0                            | 15       | 1    | 2           | 0          |   |   |   |   |    |   |   |   |
| H. Şmïdtgal   | 33            | 4             | 4             | 1             | 5                            | 0                            | 2                            | 0                            | 38       | 4    | 6           | 1          |   |   |   |   |    |   |   |   |
| S. Schröck    | 29            | 3             | 6             | 0             | 3                            | 0                            | 0                            | 0                            | 32       | 3    | 6           | 0          |   |   |   |   |    |   |   |   |
| S. Tyrała     | 6             | 0             | 1             | 0             | 1                            | 2                            | 1                            | 0                            | 7        | 2    | 2           | 0          |   |   |   |   |    |   |   |   |
| S. Vogler     | 0             | 0             | 0             | 0             | 0                            | 0                            | 0                            | 0                            | 0        | 0    | 0           | 0          |   |   |   |   |    |   |   |   |
| R. Zillner    | 7             | 1             | 1             | 0             | 2                            | 0                            | 1                            | 0                            | 9        | 1    | 2           | 0          |   |   |   |   |    |   |   |   |